# Jede Sekunde zählt – The Guardian
Jede Sekunde zählt – The Guardian ist ein US-amerikanisches Action-Drama, gedreht 2006 im Verleih der Touchstone Pictures. Unter Regisseur Andrew Davis arbeitete Kevin Costner mit Ashton Kutcher zusammen. Der Film wurde im Spätherbst 2006 in den internationalen Kinos vorgeführt.

## Handlung
Ben Randall ist ein in die Jahre gekommener Rettungsschwimmer der US-amerikanischen Küstenwache und hat bereits mehrere Hundert Menschen gerettet. Er ist immer noch sehr gut, sehr erfahren und genießt hohes Ansehen.
Doch bei einem schweren Unfall auf hoher See muss er miterleben, wie seine Kollegen, darunter auch sein Freund Carl Billings, ums Leben kommen.
Ben wird daraufhin an die Akademie der Küstenwache versetzt, um Rettungsschwimmer auszubilden.
Gleich zu Anfang wird den Rekruten klargemacht, dass die Quote der Abbrecher bei weit über 50 % läge. Ben wählt auch unorthodoxe Trainingsmethoden, die den Anwärtern verdeutlichen sollen, wie sich ein Einsatz im Ernstfall anfühlt. Unter besonderer Beobachtung steht der vermeintlich ehrgeizige Ausnahmeathlet Jake Fischer, der viel Talent mitbringt, um ein hervorragender Rettungsschwimmer zu werden. Vor allem macht er seinem Schützling klar, dass Teamgeist wichtiger ist als das Aufstellen von Rekorden.
Mit der Zeit erkennt Ben die wahre Motivation seines Schülers und Jake erkennt, dass es seinem Ausbilder nicht um Rivalität geht. Auch Jake besteht die Abschlussprüfung und wird zur Küstenwache von Kodiak, Alaska versetzt, wo Ben stationiert ist, nachdem er sich wieder einsatzbereit erklärt hat.
Bei einem Trainingseinsatz ergibt sich ein Ernstfall, in dessen Verlauf Ben einen Blackout erleidet und unfähig ist, die Mission zu unterstützen. Ben muss feststellen, dass er diesem Beruf vielleicht doch nicht mehr gewachsen ist und quittiert seinen Dienst. Als Jake Ben nach den tatsächlich Geretteten fragt, antwortet ihm Ben lediglich, dass es 22 sind, die er nicht retten konnte.
Kurz darauf bekommt er mit, dass eine Rettungsmission zu scheitern droht – Jake wurde in einem sinkenden Fischtrawler eingeschlossen. Da keine anderen Rettungsschwimmer verfügbar sind, zieht Ben los, um Jake zu retten. Unter großen Schwierigkeiten schafft er es, Jake rechtzeitig zu befreien. Beim Versuch sich mit Jake zusammen per Winde in den Rettungshubschrauber heben zu lassen, zeichnet sich jedoch unterdessen ein Bruch des Stahlseils ab. Wissend, dass das Seil nicht mehr lange das Gewicht beider Personen aushalten kann, löst Ben sich vom Seil. Jake gelingt es den fallenden Ben mit einer Hand zu fangen, dabei ruft er ihm „Ich werde nicht loslassen“ zu. Mit den Worten „Ich weiß“ öffnet Ben seinen Handschuh und stürzt aus großer Höhe in die tosende Beringsee. Jake will daraufhin wieder zurück, doch man erklärt ihm, dass Ben den Sturz nicht überlebt haben kann, man nicht gewillt sei, zwei Schwimmer zu verlieren und es angesichts der defekten Seilwinde keine Möglichkeit mehr gäbe, Ben zurück in den Helikopter zu holen.
Ben bleibt trotz einer großen Suchaktion verschollen. Es ranken sich Sagen darum, nach denen er die Aleuten schwimmend erreicht haben soll. Für Jake jedoch steht fest, dass Ben nun zu dem sagenumwobenen Beschützer des Meeres geworden ist, der Ertrinkende zur Wasseroberfläche trägt, wo sie von der Küstenwache gerettet werden können.

## Kritik
„Das dramatische Filmabenteuer will den namenlosen Helfern ein Denkmal setzen und damit zugleich einem patriotischen Grundbedürfnis gerecht werden. Dabei gelingt es dem Film trotz vieler Klischees, die Geschichte in einen mystischen Bereich zu überhöhen und an den Glauben an Rettung zu appellieren.“

„Jede Sekunde zählt – The Guardian ist ein Film der vorgaukelt, man könne alles richtig machen. Davis braucht dafür viel Wasser, untergehende Schiffe, explodierende Hubschrauber, zwei Supermänner und schmachtende Frauen. Trotzdem, nein, gerade deshalb glaubt man ihm nicht.“

## Hintergrund

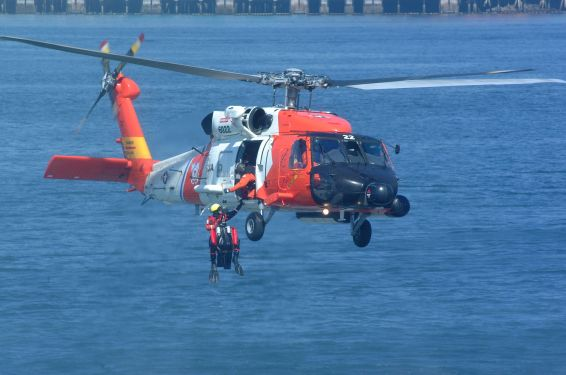
Die Amerikanische Küstenwache bei einer Rettungsaktion

- Für die Szene, die in Kodiak, Alaska spielt, wurden mehr als 27 Tonnen Eis benutzt, um am Drehort in Elizabeth City, North Carolina, diese Polarwelt möglichst genau wiederzugeben.
- Ein großer Teil des Films spielt auf hoher See. Gefilmt wurde größtenteils in einem riesigen Wellenbecken, das speziell für den Film gebaut worden war.
- Ein Schüler im Film ist der Schwimmer Mark Gangloff, der bei den Olympischen Spielen 2004 in Athen bereits Gold gewonnen hat.
- Clancy Brown spielt erneut eine Figur namens Captain Hadley, wie in Die Verurteilten.
- „Maggies Hangar“, die Kneipe im Film, war in Wirklichkeit das Rock’n Roll-Cafe des berühmten Gitarristen James Burton, der auch mit Elvis Presley spielte, in Shreveport. Nach dem Film entschloss sich Burton aber, das Café unter dem Filmnamen als „Maggie’s Hangar“ weiter zu führen. Im Film selbst ist Burton im Hintergrund als Gitarrist der dort spielenden Band zu sehen.[5]
- Die im Film gezeigten Ausbildungsmethoden entsprechen im Großteil der Realität, wie z. B. die Befreiungsgriffe, welche auch die in Deutschland tätigen Rettungsschwimmer beherrschen müssen oder auch die Methoden zum Abschleppen einer Person.
- Als sich Emily Thomas in „Maggie’s Hangar“ Jake vorstellt, sagt sie, dass ihr Name Daisy Buchanan sei. Daisy Buchanan ist ein fiktiver Charakter aus dem Buch Der große Gatsby.